# DW B (tijdschrift)
DW B staat voor het literair-culturele tijdschrift Dietsche Warande & Belfort. Na De Gids is DW B het oudste nog verschijnende culturele tijdschrift uit het Nederlands taalgebied. Het tijdschrift, "een laboratorium voor de kruisbestuiving van literatuur en andere kunstvormen", verschijnt zowel op papier als digitaal. DW B organiseert ook podiumactiviteiten.

## Geschiedenis

### De Dietsche Warande

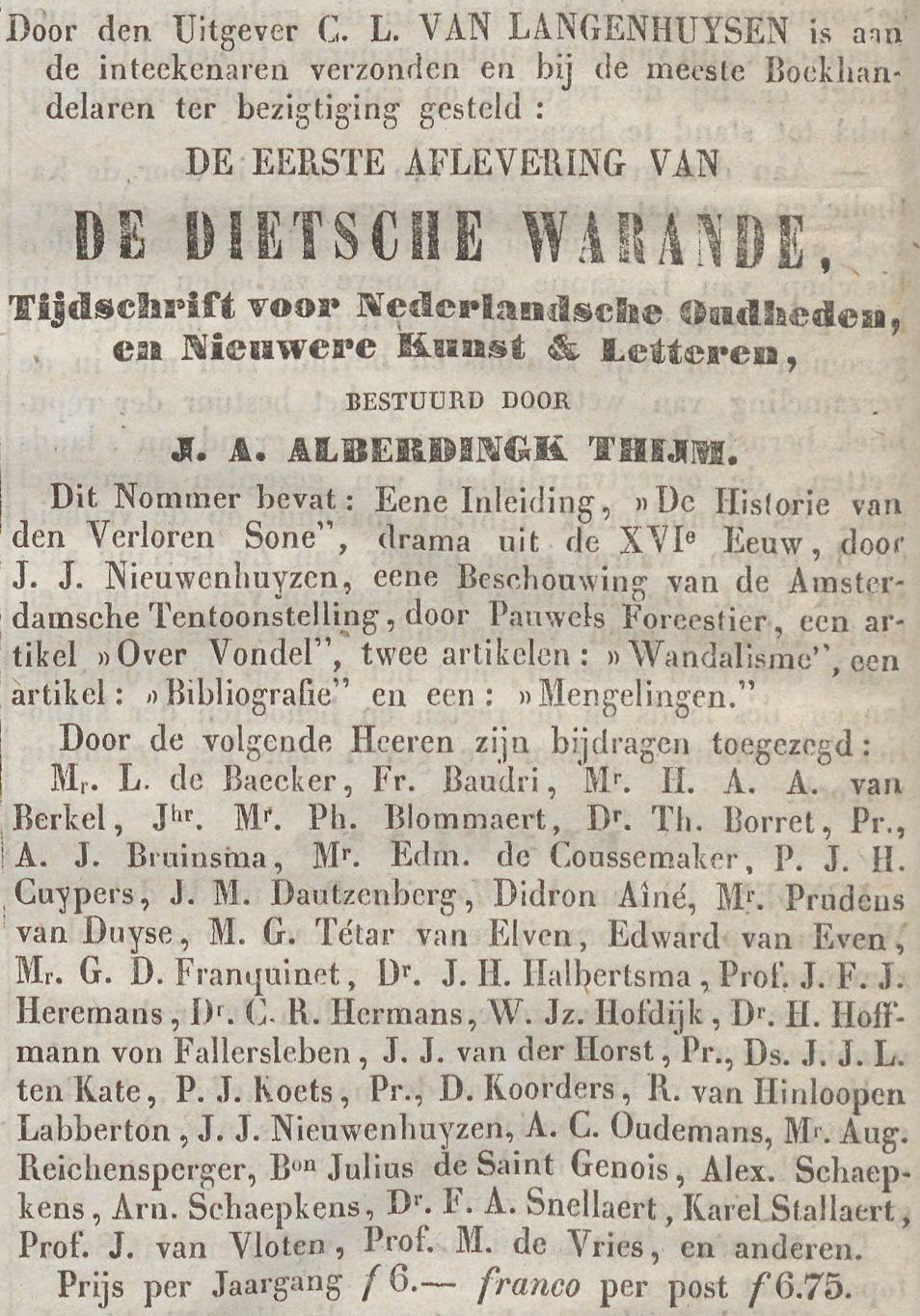
Aankondiging van de eerste aflevering van De Dietsche Warande in het katholieke dagblad De Tijd, 15 januari 1855.

In 1855 wordt het eerste nummer van De Dietsche Warande. Tijdschrift voor Nederlandsche oudheden, en nieuwere kunst & letteren door Joseph Alberdingk Thijm in Amsterdam uitgegeven. In het bijzonder de gotische bouwkunst, mondelinge volksoverleveringen en onuitgegeven of zeldzame dicht- en prozastukken uit de Middelnederlandse en Nederlandse literatuur krijgen de aandacht van Thijm. De eerste jaargangen van De Dietsche Warande hebben niet het succes dat Thijm met zijn periodiek nastreeft. Het doelpubliek, de Nederlandse katholieken, laat het afweten. Dat komt onder meer door de concurrentie van het meer traditionele katholieke blad Onze Wachter. Verder luidt de kritiek op De Dietsche Warande: te artistiek, te specifiek en te weinig actueel. Eind 1886 draagt Thijm het bestuur over aan zijn broer Paul Alberdingk Thijm. Voortaan wordt het tijdschrift in Gent uitgegeven. Dat betekent de start van de zogenaamde Vlaamse periode van De Dietsche Warande.

### Belfort

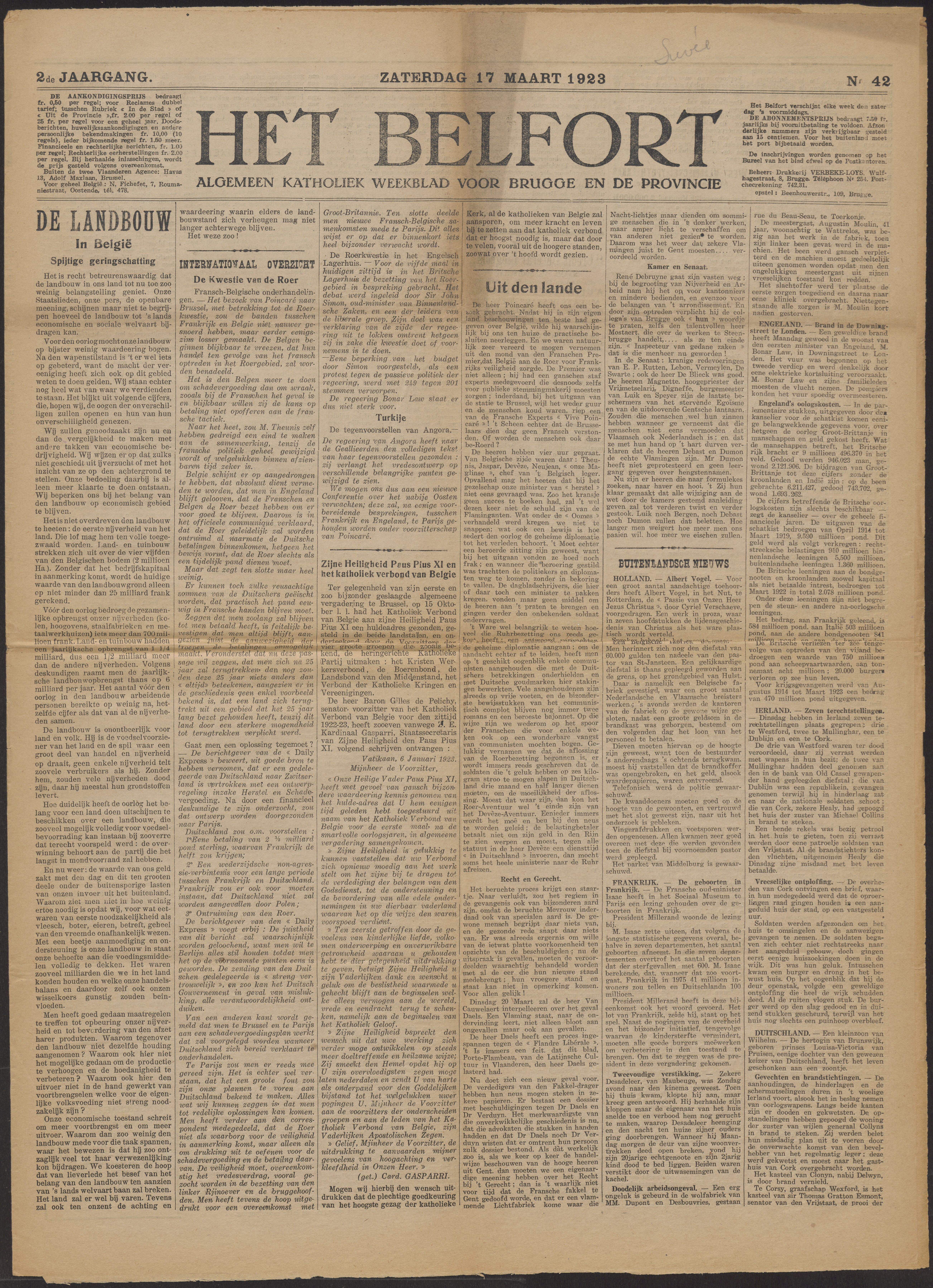
Voorpagina van Het Belfort van 17 maart 1923. Krant bewaard in en gedigitaliseerd door Openbare Bibliotheek Brugge.

In november 1885 wordt in Gent bij dezelfde drukker op initiatief van de Alsembergse pastoor Jan Bols ter huize van Alfons Siffer een katholiek tijdschrift opgericht: Het Belfort. Tijdschrift toegewijd aan Letteren, Wetenschap en Kunst. Het is bedoeld als voortzetting van De Vlaamsche Wacht (uitgegeven vanaf 1878). De aandacht van Het Belfort gaat onder leiding van Siffer vooral uit naar de volkstaal en dialectologie, de geschiedenis en het volksleven van Vlaanderen. Het Belfort is, althans in de beginfase, minder gericht op het Nederlandse taalgebied in zijn geheel dan De Dietsche Warande. Vanaf 1888 krijgt het steeds meer te maken met concurrentie van Dietsche Warande.

### Dietsche Warande
De eerste jaargang (1887) van de nieuwe Dietsche Warande. Tijdschrift voor Kunst en Zedegeschiedenis wordt zowel in Gent als in Den Haag uitgegeven, om het algemeen Nederlandse karakter te blijven beklemtonen. Meer nog dan in het verleden wil het tijdschrift een breed gebied bestrijken. Toch slaat ook de vernieuwde Dietsche Warande niet aan. In een poging om het abonneebestand op te voeren, allieert het tijdschrift in 1891 succesvol met De Wetenschappelijke Nederlander. Desondanks leidde deze samensmelting niet tot publicaties van exact wetenschappelijke aard.

### Dietsche Warande & Belfort
Tegen de achtergrond van de strijd tussen katholieken en vrijzinnigen bundelen, even voor de eeuwwisseling, een aantal katholieke flaminganten hun krachten om meer invloed te krijgen op het sociale en culturele leven. Marie-Elisabeth Belpaire richt Eigen Leven op. In het handvest staat te lezen: "De Gilde zal in een of meer der bestaande tijdschriften vasten voet zien te krijgen, de ware grondstelsels der gezonde critiek ophouden. Mettertijd ware misschien een tijdschrift te stichten of een gansch meester te worden". Daaropvolgend starten onderhandelingen, eerst met Het Belfort in Gent, daarna met Dietsche Warande in Leuven, waar Lodewijk Scharpé en Emiel Vliebergh hun collega Paul Alberdingk Thijm weten te overhalen. op 1 januari 1900 versmelten beide tijdschriften onder de naam Dietsche Warande en Belfort. De inhoud van dit tijdschrift betrof vooral de letterkunde, de schone kunsten en cultuurgeschiedenis; uitzondering vormden twee artikelen van Frans Meeus (psychiater) over de pest en over verpleegkunde.

### DWB
In 1972 wordt Dietsche Warande en Belfort omgedoopt tot DW B. Een rode draad in de geschiedenis van het tijdschrift blijft de nauwe band met de beeldende kunsten. Onder leiding van Hugo Bousset worden in 1993 enkele bepalende vernieuwingen doorgevoerd. Zowel de kernredactie als de redactieraad werden uitgebreid met jonge auteurs, onder wie Patricia De Martelaere, Koen Peeters en Peter Verhelst. Ook buitenlandse schrijvers krijgen een forum. Illustraties zijn niet meer louter decoratief, maar vertellen zelf een verhaal. Ook worden de nummers voortaan opgebouwd rond een thema.
Waar aanvankelijk traditie het haalde op vernieuwing, krijgt het intermediaal experiment nu zijn kansen. Zo is het laatste nummer van 2014 het resultaat van een samenwerking tussen auteurs en architecten, die 50 fictieve gebouwen uit de wereldliteratuur vormgeven in woord en beeld. Het laatste nummer van 2015 is het resultaat van samenwerking tussen auteurs en beeldend kunstenares Anne-Mie Van Kerckhoven.

## Publicaties
In de beginperiode zijn onder anderen Guido Gezelle, Caesar Gezelle en Felix Timmermans regelmatig in het tijdschrift terug te vinden. Ook andere bekende schrijvers en dichters publiceren er hun werken, onder wie:
- Saskia De Coster
- Patricia De Martelaere
- Marnix Gijsen
- Placidus Haghebaert
- Herwig Hensen
- Rozalie Hirs
- Atte Jongstra
- Bernard Kemp
- Eric de Kuyper
- Koen Peeters
- Yves Petry
- Leo Pleysier
- Dirk van Bastelaere
- Elma van Haren
- Hubert van Herreweghen
- Anton van Wilderode
- Maud Vanhauwaert
- Peter Verhelst
- Theodorus Ignatius Welvaarts (zowel Het Belfort als Dietsche Warande)

## Hoofdredacteuren
- 1900 - 1906 Emiel Vliebergh
- 1907 - 1923 Jules Persyn
- 1924 - 1945 August Van Cauwelaert
- 1945 - 1984 Albert Westerlinck
- 1985 - 1992 Marcel Janssens
- 1993 - Hugo Bousset